# Экалугаарсуит
Экалугаарсуит (гренл. Eqalugааrssuit) — поселение в муниципалитете Куяллек в южной Гренландии, расположенный к юго-востоку от Какортока. В 2010 году население составляло 144 человека. На 1 июля 2015 в поселении проживают 77 человек

## Демография
Население Экалугаарсуита снизилось почти на треть по сравнению с уровнем 1990, и более 12 процентов по сравнению с уровнем 2000 года.